# Brejanovce
Brejanovce je naselje u gradu Leskovcu, Jablanički upravni okrug, Srbija. Prema popisu iz 2022. godine u Brejanovcu je živjelo 252 stanovnika.